# Os du cœur
Les os du cœur (en latin : ossa cordis) sont deux os en forme de croix situés dans le cœur de certains mammifères artiodactyles (girafes, bovins, ovins, chameaux, cervidés, porcins, etc.). Il s'agit d'une ossification locale du tissu conjonctif dans le septum des chambres cardiaques, qui se produit par paires et survient à un âge avancé.
Le phénomène est connu depuis l'Antiquité : Aristote le décrit déjà chez les ruminants et Galien le mentionne dans ses ouvrages sur la dissection. L'os du cœur du Cerf était utilisé en médecine traditionnelle contre les maladies cardiaques.
En 2020, des os du cœur ont été décrits pour la première fois chez le Chimpanzé.